# Leptochristina annamariae
Leptochristina annamariae är en skalbaggsart som beskrevs av Baraud och Branco 1991. Leptochristina annamariae ingår i släktet Leptochristina och familjen Melolonthidae. Inga underarter finns listade i Catalogue of Life.